# Chorthippus brunneus
Il cortippo bruno (Chorthippus brunneus (Thunberg, 1815)) è un insetto ortottero della famiglia degli Acrididi.

## Descrizione

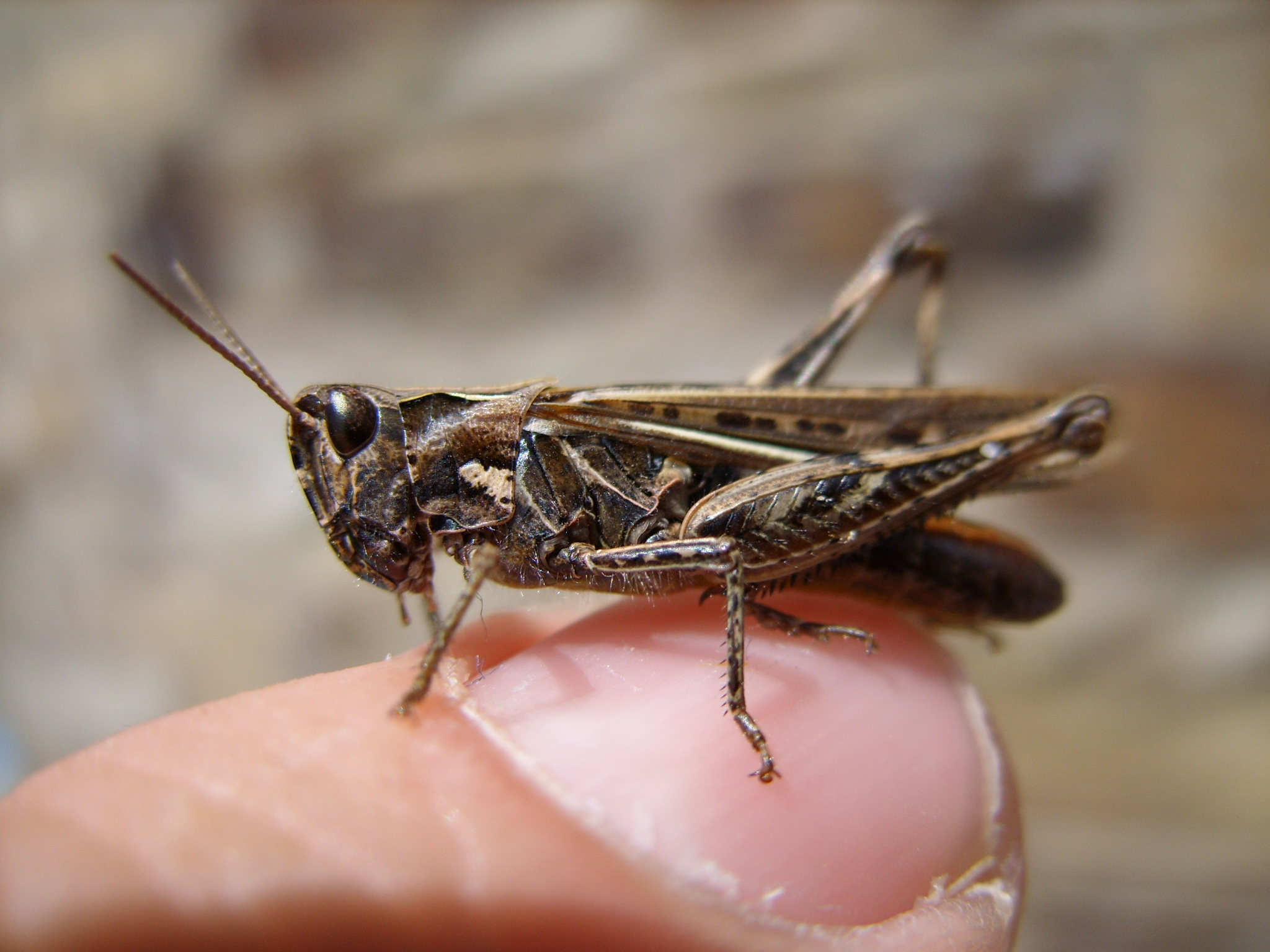
Un esemplare su un dito

È un ortottero dai colori poveri, generalmente marrone scuro o marrone grigiastro, con l'eccezione della parte superiore della fine dell'addome, rosso-arancio nel maschio (nella femmina è marrone-giallastro). Le ali, di colore marrone, superano di 3-5 mm il "ginocchio" posteriore. Il maschio è leggermente più piccolo della femmina, 13-18 mm contro 17-25 mm.
Il cortippo bruno fa parte del complesso di Chorthippus biguttulus, comprendente specie molti simili tra loro, e quindi la determinazione solo tramite la morfologia non sempre è fattibile; può eventualmente aiutare l'analisi del canto, che però è simile a quello Chorthippus albomarginatus, Euchorthippus declivus ed Euthystira brachyptera.

## Biologia

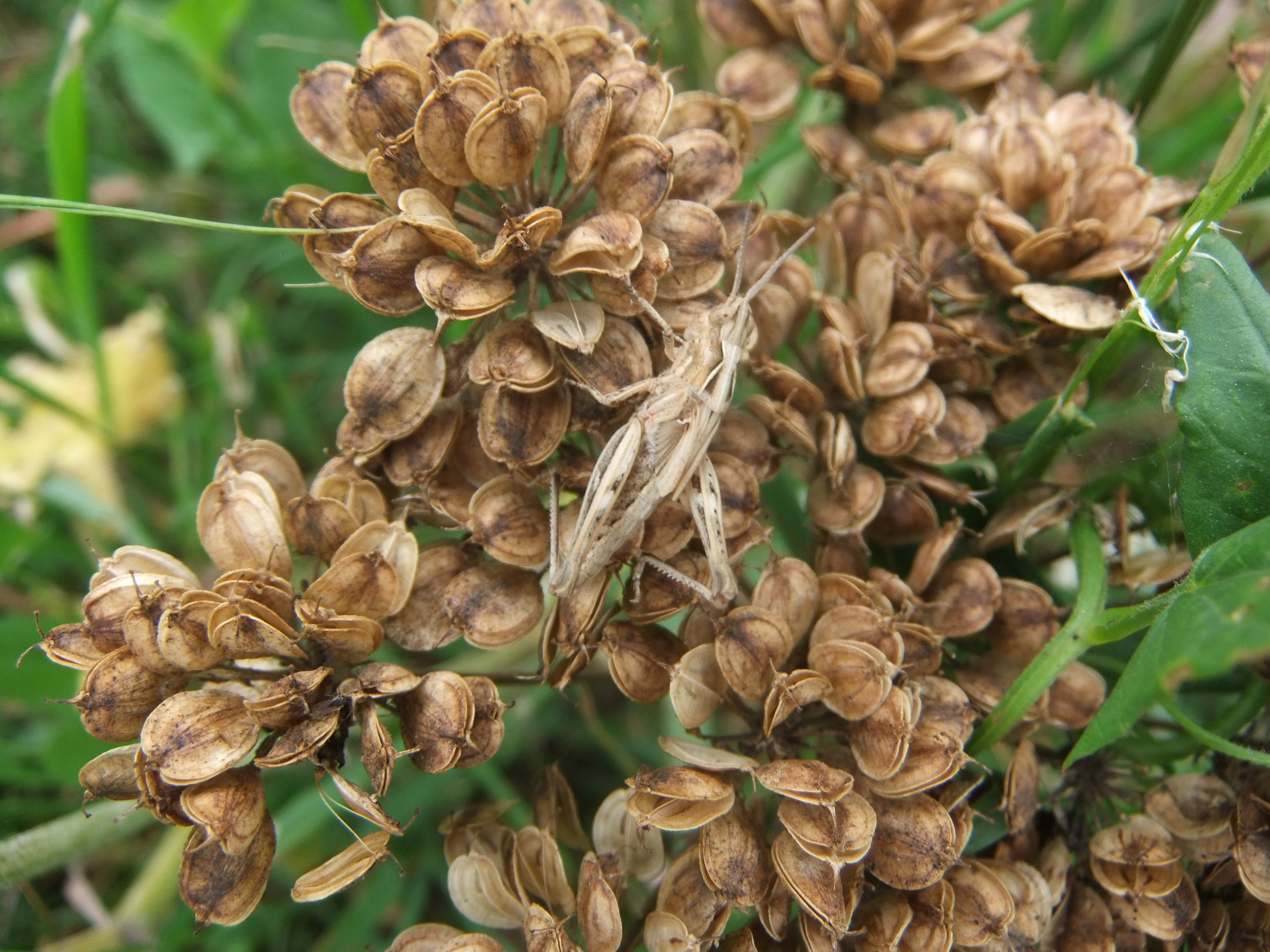
Esemplare allo stadio ninfale

L'adulto è attivo tra fine aprile e ottobre, ma è relativamente resistente al freddo e sopravvive, talvolta, fino a dicembre. Le uova, raggruppate a quindicine, vengono sotterrate in terra asciuta e senza vegetazione e si schiudono, a seconda della zona, in breve tempo o l'anno seguente; le larve attraversano 4-5 fasi prima di giungere a maturazione, in capo a un mese. In aree calde è probabile che siano presenti anche due o tre generazioni all'anno. Predilige i climi caldi, e può spesso essere rinvenuto a scaldarsi su muri, rocce e sentieri; è inoltre un ottimo volatore.
Il canto consiste in una serie di 6-10 versetti di media lunghezza, della durata di 110-220 millisecondi, ad intervalli dai 0,3 ai 4,5 secondi, con i primi due versi generalmente più brevi e calmi dei successivi; a sud delle Alpi i versi tendono ad essere più lunghi. È frequente che i maschi che si trovano vicino entrino in "competizione", cantando l'uno nelle pause dell'altro, con versi più brevi e più veloci.

## Distribuzione e habitat
L'areale del cortippo copre la quasi totalità dell'Europa, dalla penisola iberica fino alla Russia e al Caucaso ad est, e dalla Scandinavia alla penisola italiana a sud. Nei Balcani è a volte dalla specie congenere Chorthippus bornhalmi, ed è assente in Grecia. In Italia è presente su tutto il territorio, eccettuata la Sicilia, sia in pianura, sia in montagna, in prati e suoli secchi e rocciosi, ma non in presenza di folta vegetazione coprente. In Germania e Svizzera è diffuso ovunque (ma leggermente più raro nella Svizzera centrale e nelle Prealpi Svizzere), fino a un'altitudine di 2500 m.
Ad est, l'areale si spinge molto anche dentro all'Asia, ma la distribuzione qui non è chiara.